# Desmond Sow
Desmond Sow (...) è un ex calciatore papuano, di ruolo centrocampista.

## Carriera

### Nazionale
Ha debuttato in Nazionale il 5 luglio 2002, durante le qualificazioni per il Campionato dell'Oceania, in Papua Nuova Guinea-Isole Salomone (0-0). Ha messo a segno la sua prima rete con la maglia della Nazionale il 1º luglio 2003, in Papua Nuova Guinea-Tonga (2-2), siglando la rete del momentaneo 1-0 al minuto 41. Ha partecipato, con la Nazionale, alla Coppa d'Oceania 2002. Ha collezionato in totale, con la maglia della Nazionale, 6 presenze e una rete.